# Lãnh thổ Thủ đô Úc
Lãnh thổ Thủ đô Úc (tiếng Anh: Australian Capital Territory, viết tắt ACT) là một vùng lãnh thổ phía đông nam Úc, nằm trong New South Wales. Thành phố duy nhất là Canberra, thủ đô của Úc.
Về địa lý, vùng lãnh thổ này được vây quanh bởi tuyến đường sắt Goulburn-Cooma về phía đông, lạch Naas về phía nam, sông Cotter về phía tây, và sông Molonglo về phía đông bắc.